# 1743 год в музыке

## События
- 23 марта — в Лондоне состоялась английская премьера оратории «Мессия» (англ. Messiah, HWV 56), написанной в 1742 году, самого знаменитого сочинения Георга Фридриха Генделя и одного из наиболее известных произведений западного хорового искусства.
- В 1743—1746 годах Иоганн Себастьян Бах переписывает свой пассион «Страсти по Матфею» BWV 244 (BC D 3b).

## Классическая музыка
- Георг Фридрих Гендель —
  - оратория Samson;
  - оратория Semele.

## Опера
- Бернар де Бюри (фр. Bernard de Bury) — Les Caractères de la folie.
- Бальдассаре Галуппи — Enrico.

## Родились
- 19 февраля — Луиджи Боккерини, итальянский виолончелист и композитор (умер 28 мая 1805).
- 21 мая — Франсуа Дюваль (фр. François Duval), французский балетный танцор, балетмейстер Королевской академии танца (фр. Académie royale de Danse), более известен как Мальтер (дата и год смерти неизвестны).
- 6 июля (вероятно) — Валентин Адамбергер (нем. Valentin Adamberger), немецкий оперный певец-тенор (умер 24 августа 1804).
- 30 сентября — Кристиан Эреготт Вайнлиг (нем. Christian Ehregott Weinlig), немецкий композитор, кантор дрезденской Кройцкирхе (умер 14 июня 1813).
- 5 октября — Джузеппе Гаццанига (итал. Giuseppe Gazzaniga), итальянский композитор Неаполитанской оперной школы, считается одним из последних мастеров итальянской оперы-буффа (умер 1 февраля 1818).
- 27 декабря[1] — Мари-Мадлен Гимар (фр. Marie-Madeleine Guimard), французская балерина, блиставшая на парижской сцене во время правления Людовика XVI.[2] Также известна своими отношениями с высшей аристократией Франции, особенно любовной связью с принцем де Субиз (умерла 4 мая 1816).

## Умерли
- 1 февраля — Джузеппе Оттавио Питони, итальянский барочный композитор, органист, преподаватель, теоретик и историк музыки, один из ведущих музыкантов Рима позднего барокко (родился 18 марта 1657).
- 6 февраля — Туссен Бертин де ла Дуе (фр. Toussaint Bertin de la Doué), французский композитор эпохи барокко (родился в 1680).
- 7 февраля — Лодовико Джустини (итал. Lodovico Giustini), итальянский композитор и клавишник позднего барокко и раннего классицизма, стал первым известным композитором, писавшим музыку для фортепиано (родился 12 декабря 1685).
- 16 марта — Жан-Батист Мато (фр. Jean-Baptiste Matho), французский композитор эпохи барокко, один из трёх учителей музыки молодого Людовика XV (родился 16 марта 1663).
- 12 июля — Иоганн Бернхард Бах младший (нем. Johann Bernhard Bach der Jüngere), немецкий органист и композитор, племянник Иоганна Себастьяна Баха (родился 24 ноября 1700).
- 14 сентября — Георг фон Bertouch (нем. Georg von Bertouch), барочный композитор, рождённый в Германии и большую часть своей взрослой жизни проживший в Норвегии, офицер на службе Датско-Норвежского королевства (родился 19 июня 1668).